# Stonegate
Stonegate és una concentració de població designada pel cens dels Estats Units a l'estat de Colorado. Segons el cens del 2000 tenia 6.284 habitants.

## Demografia
Segons el cens del 2000, Stonegate tenia 6.284 habitants, 1.877 habitatges, i 1.717 famílies. La densitat de població era de 1.201,1 habitants per km².
Dels 1.877 habitatges en un 65,7% hi vivien nens de menys de 18 anys, en un 84,1% hi vivien parelles casades, en un 5,4% dones solteres, i en un 8,5% no eren unitats familiars. En el 6,2% dels habitatges hi vivien persones soles el 0,5% de les quals corresponia a persones de 65 anys o més que vivien soles. El nombre mitjà de persones vivint en cada habitatge era de 3,35 i el nombre mitjà de persones que vivien en cada família era de 3,51.
Per edats la població es repartia de la següent manera: un 39,4% tenia menys de 18 anys, un 3,2% entre 18 i 24, un 38,8% entre 25 i 44, un 17% de 45 a 60 i un 1,6% 65 anys o més.
L'edat mediana era de 32 anys. Per cada 100 dones de 18 o més anys hi havia 96,5 homes.
La renda mediana per habitatge era de 101.718 $ i la renda mediana per família de 102.840 $. Els homes tenien una renda mediana de 74.167 $ mentre que les dones 47.000 $. La renda per capita de la població era de 35.480 $. Entorn de l'1,8% de les famílies i l'1,9% de la població estaven per davall del llindar de pobresa.

## Poblacions més properes
El següent diagrama mostra les poblacions més properes.